# پیتر ترامپ
پیتر ترامپ (انگلیسی: Peter Trump؛ زادهٔ ۳ دسامبر ۱۹۵۰) بازیکن هاکی روی چمن اهل آلمان غربی بود